# Fernando Fernández de Córdova

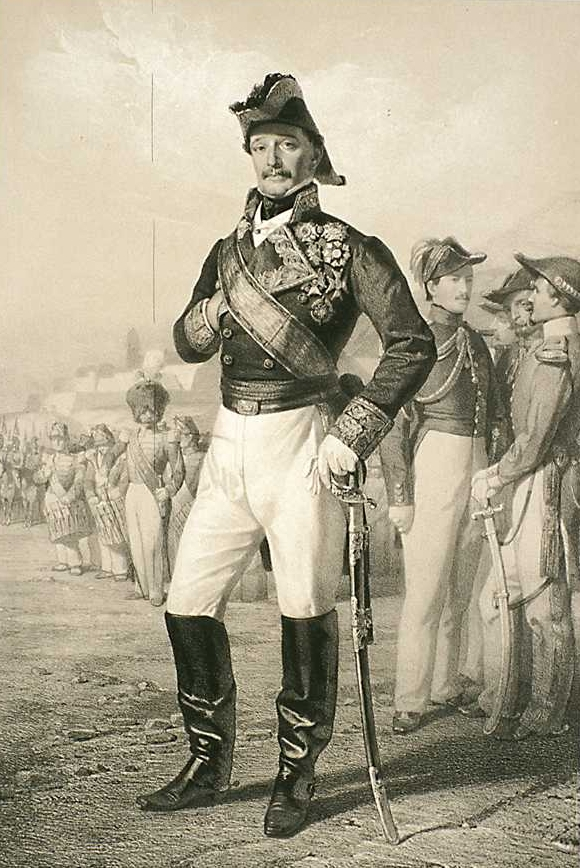
Fernando Fernández de Córdova.

Fernando Fernández de Córdova Valcárcel, markgraaf de Mendigorría (Buenos Aires, 2 september 1809 - Madrid, 30 oktober 1883) was een Spaans luitenant-generaal, politicus en eerste minister.

## Levensloop

### Militaire loopbaan
Hij stamde uit een familie van officiers en trad in 1824 als cadet toe tot het leger. Lange tijd stond als militair in de schaduw van zijn oudere broer Luis totdat de Eerste Carlistenoorlog uitbrak en de twee broers vochten de volgende jaren mee in deze oorlog.
In juli 1843 nam hij deel aan de revolutie die regent-generaal Baldomero Espartero afzette en als commandant was hij ook verantwoordelijk voor onderdrukkingen van kleine volksopstanden in Madrid.
Na zijn bevordering tot generaal-luitenant in 1847 werd hij op 3 augustus 1847 minister van Oorlog in de regering van Florencio García Goyena. Ook nadat Ramón María Narváez y Campos op 4 oktober 1847 eerste minister werd, bleef hij minister van Oorlog tot op 3 november 1847. Tot 24 oktober 1847 was hij ook ad interim minister van Marine en wegens zijn politieke verdienste werd hij op 5 november 1847 benoemd tot senator voor het leven.
In 1848 werd hij benoemd tot generaal-kapitein van Catalonië en had er het bevel om repressies uit te voeren tegen de opstandige rebellen daar. Toen in 1849 de rellen zo goed als afgelopen waren kreeg hij in 1849 het bevel om een militaire expeditie te doen om paus Pius IX te beschermen nadat die wegens een revolutie Rome had moeten ontvluchten en naar Gaeta was gevlucht. In 1850 kon de paus uiteindelijk terugkeren naar Rome.

### Heerschappij vanIsabella IIen premierschap
Op 17 juli 1854 werd hij premier van Spanje en tegelijkertijd minister van Oorlog. Als premier moest hij militair geweld gebruiken door machinegeweren in te zetten om een opstand in Madrid neer te slaan. Hierdoor werd hij gedwongen om na één dag al het premierschap door te geven aan Ángel de Saavedra. In diens regering werd hij minister van Oorlog, ook voor één dag. Vervolgens werd Baldomero Espartero eerste minister en in diens regering was Fernández de Córdova van 19 tot 20 juli 1854 minister van Oorlog en toen nam hij ontslag.
Vervolgens verliet hij de politiek tot hij op 16 september 1864 opnieuw minister van Oorlog werd in de regering van Ramón María Narváez en bleef dit tot op 30 maart 1865.
Nadat Isabella II hem na de dood van Narváez op 23 april 1868 weigerde te benoemen tot eerste minister, nam hij deel aan de succesrijke revolutie van september 1868 die tot de val van koningin Isabella II leidde. In de volgende jaren wegens hij lid van de Partido Radical van Manuel Ruiz Zorrilla.
Op 15 januari 1869 werd hij verkozen tot afgevaardigde in het Congreso de los Diputados.

### Regering van koningAmadeus I
Nadat de Italiaanse prins Amadeus in november 1870 de nieuwe koning van Spanje werd, werd hij op 24 juli 1871 opnieuw minister van Oorlog in de regering van Ruiz Zorilla en bleef dit tot op 5 oktober 1871. Van 13 juni 1872 tot 12 februari 1873 was hij minister van de Oorlog in de tweede regering van Ruiz Zorilla. Rond deze periode kwam hij in conflict met de koning en dit leidde tot de ontbinding van het artilleriecorps. In augustus 1872 was hij tevens ad interim minister van Koloniën.
Op 24 augustus 1872 werd hij opnieuw verkozen tot afgevaardigde en van 1871 tot 1873 was hij tevens senator.

### Eerste Spaanse Republiek
Nadat koning Amadeus werd afgezet en op 11 februari 1873 de republiek werd uitgeroepen, werd hij opnieuw minister van Oorlog in de regering van Estanislao Figueras, maar nam op 24 februari 1873 al ontslag. Vervolgens trok hij zich uit de politiek terug.
- Biblioteca Nacional de España: XX1267562
- Catàleg d'autoritats de noms i títols de Catalunya: 981058508627106706
- Gemeinsame Normdatei: 129982679
- International Standard Name Identifier: 0000 0000 7978 7563
- Library of Congress Control Number: n2009045251
- Nationale Bibliotheek van Israël: 987007583118305171
- Nederlandse Thesaurus van Auteursnamen: 070475423
- Système universitaire de documentation: 067732801
- Virtual International Authority File: 87033477
- WorldCat: E39PCjHRqmQC8FW9krJ3jxXrYK